# Tijdschrift voor Genderstudies
Het Tijdschrift voor Genderstudies (TvG) is een Nederlandstalig wetenschappelijk tijdschrift dat vier keer per jaar verschijnt. Het tijdschrift is interdisciplinair, dat wil zeggen dat het is gericht op meerdere wetenschappelijke disciplines oftewel vakgebieden. Het werkt op basis van dubbelblinde peerreview, dat wil zeggen dat de ingediende artikelen worden getoetst door vakgenoten, waarbij zowel de vakgenoten die de toetsing verrichten als de auteurs anoniem zijn voor elkaar (maar uiteraard niet voor de redactie).
Het thema van het TvG is "de wetenschappelijke problematisering van sekse in relatie tot etniciteit, seksualiteit, klasse, leeftijd etcetera" en "beoogt te opereren op het kruispunt van de maatschappij-, cultuur-, geestes-, gezondheids- en natuurwetenschappen".
Het tijdschrift is opgericht in 1980 onder de titel Tijdschrift voor Vrouwenstudies. Sinds 1997 heet het Tijdschrift voor Genderstudies. Het wordt uitgegeven door Amsterdam University Press.
TvG publiceert de artikelen bij voorkeur vrij toegankelijk (open access).

## Hoofdredacteurschap
Het Tijdschrift voor Genderstudies heeft een gespecialiseerde redactie en staat onder leiding van redactievoorzitter is Looi van Kessel; de eindredactie wordt gecoördineerd door Ramon Selles. In het verleden heeft de redactie onder leiding van Marit Bosman en Mariëlle Smith gestaan. Het heeft een internationale wetenschappelijke adviesraad.